# Zamek Berg (Bawaria)
Zamek Berg (niem. Schloss Berg) – neogotycki zamek znajdujący się na wschodnim brzegu jeziora Starnberger See na terenie gminy Berg w Górnej Bawarii w powiecie Starnberg.
Na działce zakupionej przez elektora Ferdinanda Marię Bawarskiego w 1676 roku od rodziny Horwarth, zbudowano wzgórze zamkowe. Jego rozkwit nastąpił w czasie elektorów Bawarii Maksymiliana II Emanuela i Karola Albrechta. Były nim wówczas organizowane wystawne uczty i polowania.
W okresie od 1849 roku do 1851 roku, król Maksymilian II nakazał Eduardowi Riedelowi znacznie przebudować zamek. Kupił dodatkowe grunty i zamek otrzymał cztery wieże i blanki w stylu neogotyckim. Później król Ludwik II zlecił dobudowanie piątej wieży, którą nazwał „Izolda”. W 1853 roku Maksymilian II kazał utworzyć mały port.
Ludwig II wykorzystywał zamek jako letnią rezydencję. Każdego roku 11 maja przenosił swoją siedzibę do zamku i stamtąd prowadził swoje rządy. Dlatego powstała nawet linia telegraficzna pomiędzy zamkiem i Monachium.
W 1868 roku rosyjska cesarzowa Maria Aleksandrowna przybyła na zaproszenie króla do zamku. Ludwik udostępnił jej zamek na czas trwania wizyty i bogato go na tę okazję wyposażył. Zamek był wcześniej skromnie wyposażony.
W parku, który został zaprojektowany przez poprzedników w różnych stylach, od ogrodu francuskiego po angielski, Ludwig polecił ustawienie mauretańskiego kiosku, który Franz Seitz zbudował do ogrodu zimowego na dachu Rezydencji w Monachium. W 1876 r. zbudowano małą kaplicę.
W dniu 12 czerwca 1886 roku Ludwig II po ubezwłasnowolnieniu został osadzony w zamku. Stąd wybrał się na spacer z osobistym lekarzem, prof. von Guddenem, z którego obaj nie wrócili. 13 czerwca 1886 roku o godzinie 23:30 ciała Ludwika i Guddena znaleziono na brzegu jeziora Starnberger See, niedaleko zamku. Przyczyny śmierci nie są do dziś znane. Według oficjalnej wersji utonęli w jeziorze. Przypuszczalnie obaj zostali zamordowani. Obok tego miejsca stoi do dziś kaplica i drewniany krzyż.
Po śmierci króla zamek został zamieniony w muzeum. Ponieważ od śmierci Ludwika II zachował się w niezmienionym stanie, w 1939 roku został ze względu na jego historyczne znaczenie umieszczony na liście zabytków.
Bezpośrednio po II wojnie światowej zamek był wykorzystywany przez armię amerykańską. Szkody powstałe w wyniku działań wojennych w czasie II wojny światowej – zwłaszcza na narożnych wieżach – zostały naprawione w 1949 i 1951 roku, a zamek został całkowicie odnowiony. Wieże zamku zostały przy tym wyburzone. Niezmieniona pozostała natomiast kaplica zamkowa.